# ملالی (جلیل‌آباد)
ملالی (به لاتین: Mollalı) یک منطقه مسکونی در جمهوری آذربایجان است که در شهرستان جلیل‌آباد واقع شده‌است ملالی ۲۶۱ نفر جمعیت دارد.